# South Chicago Heights
South Chicago Heights è un comune degli Stati Uniti d'America, situato nell'Illinois, nella contea di Cook. La comunità fa parte dell'area metropolitana di Chicago.